# Уикимедия
Фондация „Уикимедия“ е родителската организация на Уикипедия, Уикиречник, Уикицитат, Уикикниги (включително Уикиджуниър и Уикиверситет), Уикиизточник, Общомедия, Уикивидове и Уикиновини. Тя е организация с нестопанска цел базирана в Сейнт Питърсбърг, Флорида, САЩ. Съществуването на фондацията е официално обявено на 20 юни 2003 г. от съоснователя на Уикипедия Джими Уейлс. През април 2005 тя е одобрена от данъчните служби на САЩ като образователна фондация, което означава, че всички дарения за нея се приспадат от данъците, дължими от дарителите.

Към 2022 г. има около 700 служители, годишна печалба от 155 милиона долара и нетни активи от 240 милиона долара.

## Цел на фондацията
Целта на фондация Уикимедия е да разработи и поддържа уики-базирани проекти с отворено съдържание и безплатно да предоставя цялото съдържание на тези проекти на обществото.
В допълнение към многоезичната енциклопедия „Уикипедия“, фондацията ръководи многоезиков речник, наречен Уикиречник (Wiktionary), сборник от цитати наречен Уикицитат, хранилище на текстове-източници на който и да е език (Уикиизточник), и колекция от текстове на електронни книги за ученици и студенти (като учебници и книги, които са обществена собственост) наречен Уикикниги. Уикиджуниър е под-проект на „Уикикниги“ за деца.
Продължителният растеж на проектите на „Уикимедия“ зависи най-вече от дарения, но фондацията се опитва да допълва своите приходи от други източници, като федерални субсидии и спонсори.
Една от основните цели на фондация „Уикимедия“ е да донесе безплатна енциклопедия на всички хора по земята, в това число на тези, които нямат електричество, компютри и дори чиста питейна вода.

## История и растеж
През 2007 г. по-малко от половин процент от хората в интернет са използвали wikipedia.org на ден. През 2008 г. нараства на 2%. За да обслужим експоненциално нарастващия брой читатели, бюджетът на Уикимедия нарасна от 15 000 долара през 2003 г. и 125 000 долара през 2004 г., до над 700 000 долара през 2008 г.
- април 2005: Уикимедия официално е призната за образователна фондация от данъчните служби на САЩ.
- ноември 2005: На Уикимедия е предложено членство в Световната технологична мрежа (World Technology Network).

## Проекти
Фондация Уикимедия е родителската организация на следните Уики-проекти:
- Общомедия е хранилище на свободни картинки, звукови и други файлове. Проектът започва на 7 септември 2004 г.
- Уикипедия е многоезична, мрежово-базирана свободна енциклопедия. Проектът започва на 15 януари 2001
- Уикицитат e колекция от цитати, както и информация за известни хора, цитати от книги и пословици. Начало на 27 юни 2003 г.
- Уикиречник) е многоезичен, уеб-базиран речник на над 150 езика. Проектът започва на 12 декември 2002 г.
- Уикикниги библиотека с учебници, ръководства и други образователни текстове. Проектът стартира на 10 юли 2003 г.
- Уикиновини е източник на новини със свободно съдържание, който дава възможност на всеки да съобщава новини от широк кръг от теми. След кратка демонстрационна фаза през ноември 2004, английската бета-версия (Wikinews) започва да работи от 3 декември 2004. Уикиновини е замислен на български стартира на 6 февруари 2005 г.
- Уикиизточник е свободна уикибиблиотека от текстове-източници. Стартира през 2003 година.
- Уикиданни е база данни предназначена за общо хранилище на данни, използвани от всички проекти, например Уикипедия, както и от всеки желаещ.[4]

## Настоятелство
Настоятелството е върховен орган на власт във Фондацията, което към януари 2024 г. се състои от 12 души:
- Наталия Томков, председател
- Есра ал Шафей, заместник-председател
- Шани Евънстайн Сигалов, заместник-председател
- Дариуш Йемелняк
- Роузи Стивънсън-Гуднайт
- Виктория Доронина
- Майк Пийл
- Лоренцо Лоса
- Раджу Нарисети
- Луис Битенкорт-Емилио
- Кати Колинс
- Джими Уейлс

Съветът е съставен от избрани и назначени членове. Избраните се сменят през юни или юли, в зависимост от датата на изборите, назначените – през декември.